# آلکسیدین
آلکسیدین (انگلیسی: Alexidine) یک ماده ضد میکروبی از دسته بیگوانید و بیس‌بی‌گوانید است.